# Litijumski sapun
| Primeri litijumovih soli masnih kiselina              |
| Litijum oleat, litijumova so oleinske kiseline.       |
| Litijum palmitat, litijumova so palmitinske kiseline. |
| Litijum stearat,litijumova so stearinske kiseline.    |

Litijumski sapun je sapun koji se sastoji od litijumove soli masne kiseline. Sapuni na bazi natrijuma i kalijuma koriste se kao sredstva za čišćenje u domaćinstvu i industriji, dok se litijumski sapuni koriste kao komponente litijumske masti (beli litijum).
Litijumski sapuni se proizvode saponifikacijom triglicerida, koristeći litijum hidroksid ili litijum karbonat kao sredstvo za saponifikaciju. Litijumski sapuni se koriste kao komponente za podmazivanje i sredstva za uklanjanje pene na relativno visokim temperaturama. Glavne komponente litijum sapuna su litijum stearat i litijum 12-hidroksistearat.

## Litijumska mast
Masti za podmazivanje se obično formulišu kao mešavine ulja i litijumskog sapuna kao zgušnjivača. Neke formulacije uključuju PTFE ili druge supstance, kao što je molibden disulfid.
Litijumska mast posebno dobro prijanja na metal, nije korozivna, može se koristiti pod velikim opterećenjima i pokazuje dobru temperaturnu toleranciju. Ima tačku kapanja od 190 do 220 °C (370 do 430 °F) i otporna je na vlagu, tako da se obično koristi kao mazivo u proizvodima za domaćinstvo, kao što su električna garažna vrata, kao i u automobilskim aplikacijama, kao što je konstantno brzinski spojevi. Litijumske masti koje koriste zgušnjivač koji se formira reakcijom jednostavnog litijumskog sapuna sa kiselinom poznate su kao litijumske kompleksne masti i imaju veće tačke kapanja, kao i poboljšanja drugih svojstava.